# Chabarowsk
Chabarowsk (ros. Хабаровск) – miasto w Rosji, położone w południowo-wschodnim regionie azjatyckiej części tego kraju, nad Amurem w pobliżu ujścia rzeki Ussuri.
Stolica Kraju Chabarowskiego; 616 tys. mieszkańców (2020). Współrzędne geograficzne: 48°25′ N 135°07′ E.
Chabarowsk jest największym ośrodkiem przemysłowym Rosji na Dalekim Wschodzie. Przemysł maszynowy, elektrotechniczny, petrochemiczny, farmaceutyczny, drzewny, materiałów budowlanych, odzieżowy i spożywczy.

## Historia
Założone jako forteca Chabarowka (na cześć rosyjskiego odkrywcy Jerofieja Chabarowa) w 1858. Prawa miejskie od 1880. Od 1893 miasto nosi obecną nazwę. W 1905 do Chabarowska doprowadzono linię Kolei Transsyberyjskiej. W okresie wojny domowej w Rosji w latach 1918–1920, ważny ośrodek rewolucyjny na Syberii.

## Podział administracyjny
Chabarowsk jest podzielony na 5 rejonów (ros. район):
- Krasnofłotskij
- Kirowskij
- Centralnyj
- Żeleznodorożnyj
- Industrialnyj

## Atrakcje turystyczne
- Sobór Przemienienia Pańskiego
- Sobór Zaśnięcia Matki Bożej

## Klimat
| Miesiąc                         | Sty   | Lut   | Mar  | Kwi | Maj  | Cze  | Lip  | Sie  | Wrz  | Paź | Lis   | Gru   | Roczna |
| ------------------------------- | ----- | ----- | ---- | --- | ---- | ---- | ---- | ---- | ---- | --- | ----- | ----- | ------ |
| Średnie dobowe temperatury [°C] | −19,8 | −14,4 | −6,4 | 4,8 | 12,4 | 18,1 | 21,3 | 19,9 | 13,7 | 5,1 | −7,2  | −17,4 | 2,5    |
| Średnie temperatury w nocy [°C] | −23,5 | −19,7 | −11  | 0   | 7    | 13   | 16,8 | 15,9 | 9,2  | 1   | −10,6 | −20,6 | −2     |
| Opady [mm]                      | 14    | 11    | 22   | 44  | 61   | 72   | 133  | 153  | 79   | 50  | 26    | 17    | 682    |
| Średnia liczba dni deszczowych  | 0     | 0     | 1    | 10  | 16   | 15   | 15   | 17   | 15   | 11  | 2     | 0     | 102    |
| Średnie usłonecznienie [h]      | 147   | 181   | 231  | 213 | 242  | 262  | 248  | 217  | 212  | 189 | 159   | 145   | 2446   |
| Źródło:                         |       |       |      |     |      |      |      |      |      |     |       |       |        |

## Transport
W mieście znajduje się stacja kolejowa Chabarowsk.
- Tramwaje w Chabarowsku
- Trolejbusy w Chabarowsku
- Port lotniczy Chabarowsk

W 2021 roku zakończono budowę płatnej szybkiej obwodnicy miasta.

## Sport
- Amur Chabarowsk – klub hokejowy
- Dinamo-Diamant Chabarowsk – klub piłkarski
- Samorodok Chabarowsk – klub piłki siatkowej kobiet
- SKA-Chabarowsk – klub piłkarski

## Wojsko
Miasto jest siedzibą dowództwa Wschodniego Okręgu Wojskowego Sił Zbrojnych Federacji Rosyjskiej.

## Miasta partnerskie
- Niigata, Japonia (1965)
- Portland, Stany Zjednoczone (1988)
- Victoria, Kanada (1990)
- Harbin, Chińska Republika Ludowa (1993)
- Bucheon, Korea Południowa (2002)
- Sanya, Chińska Republika Ludowa (2011)
- Ch’ŏngjin, Korea Północna (2011)

## Galeria

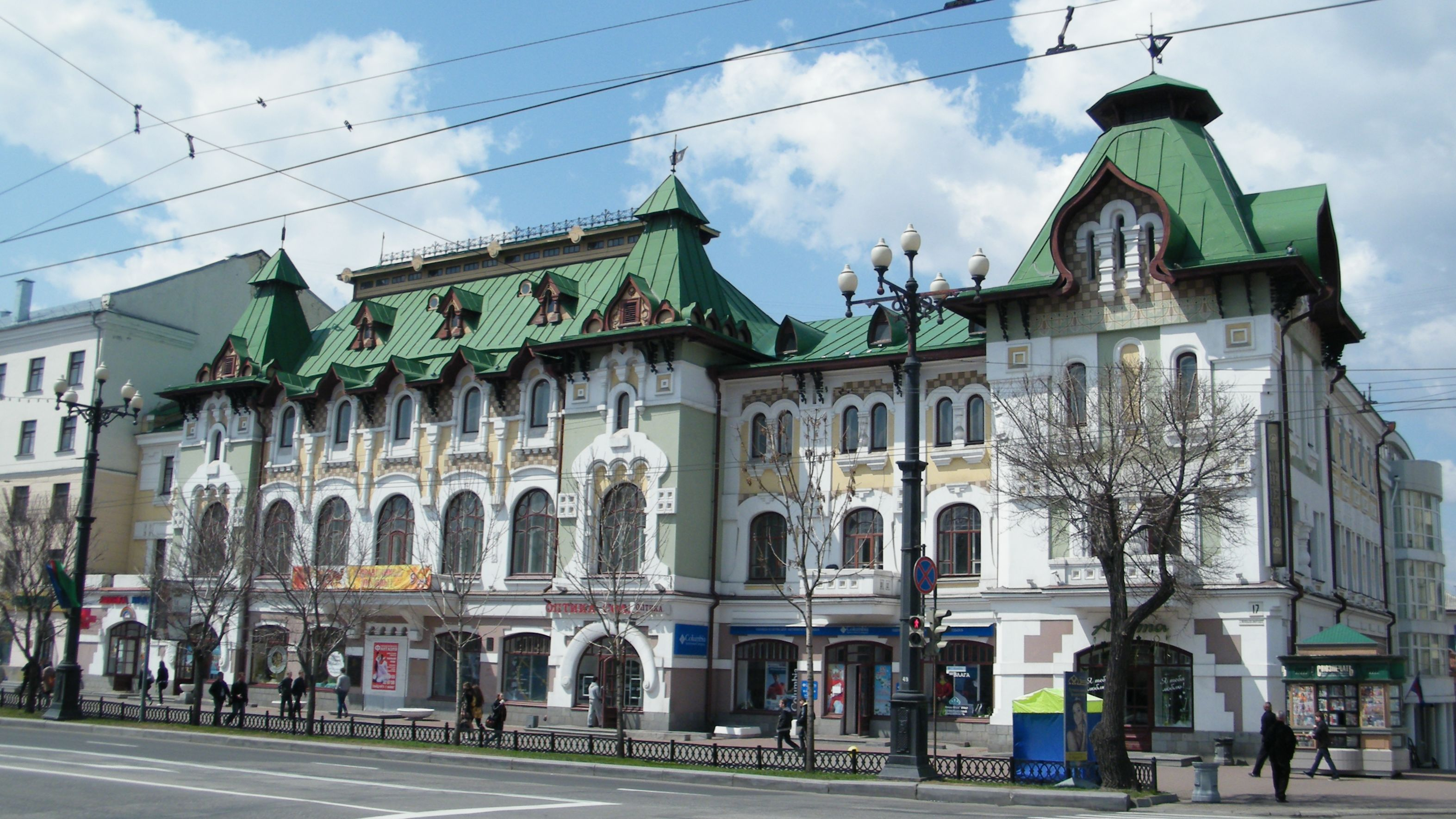
Budynek przedrewolucyjnej miejskiej dumy
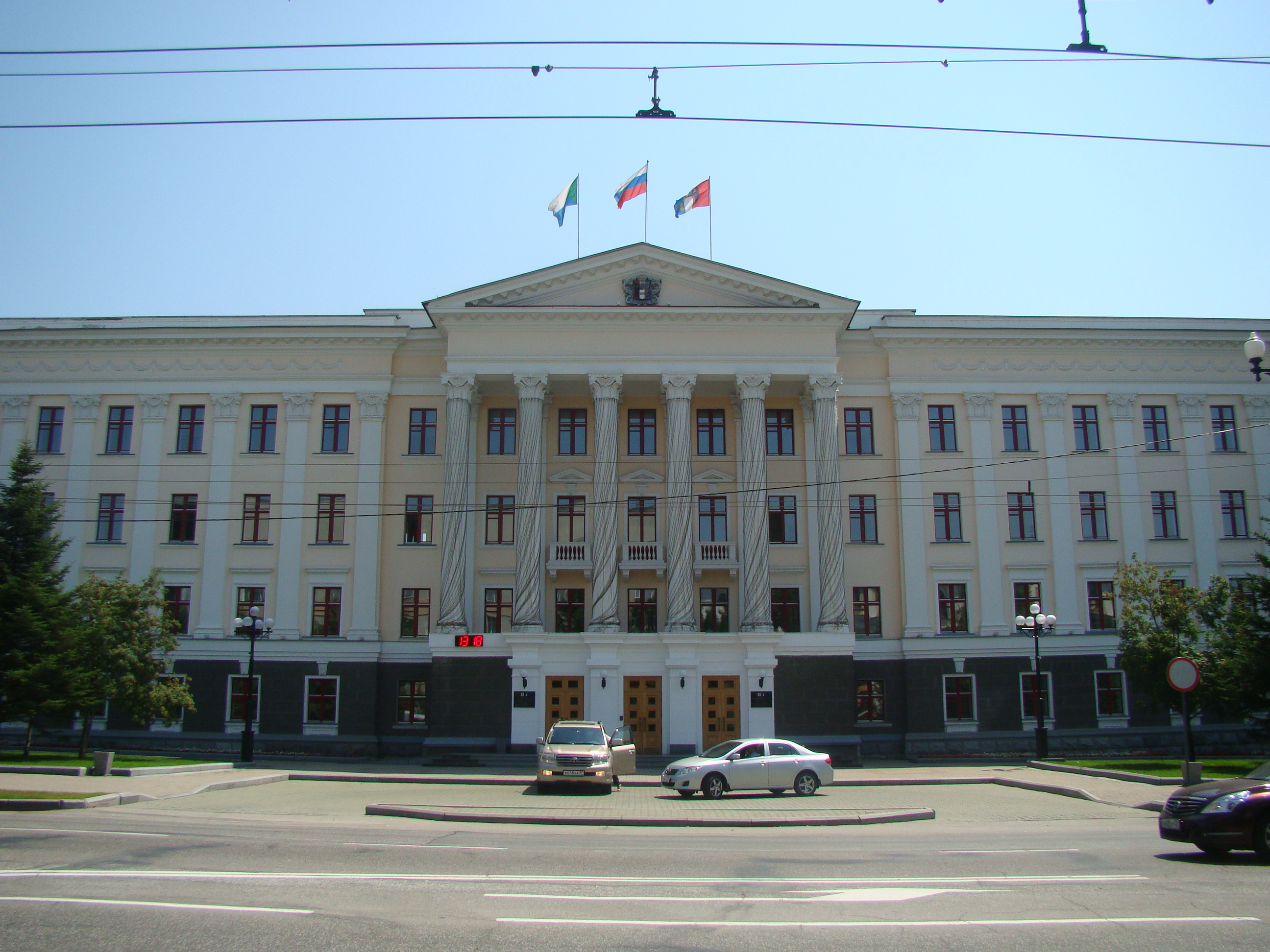
Budynek administracji i miejskiej dumy
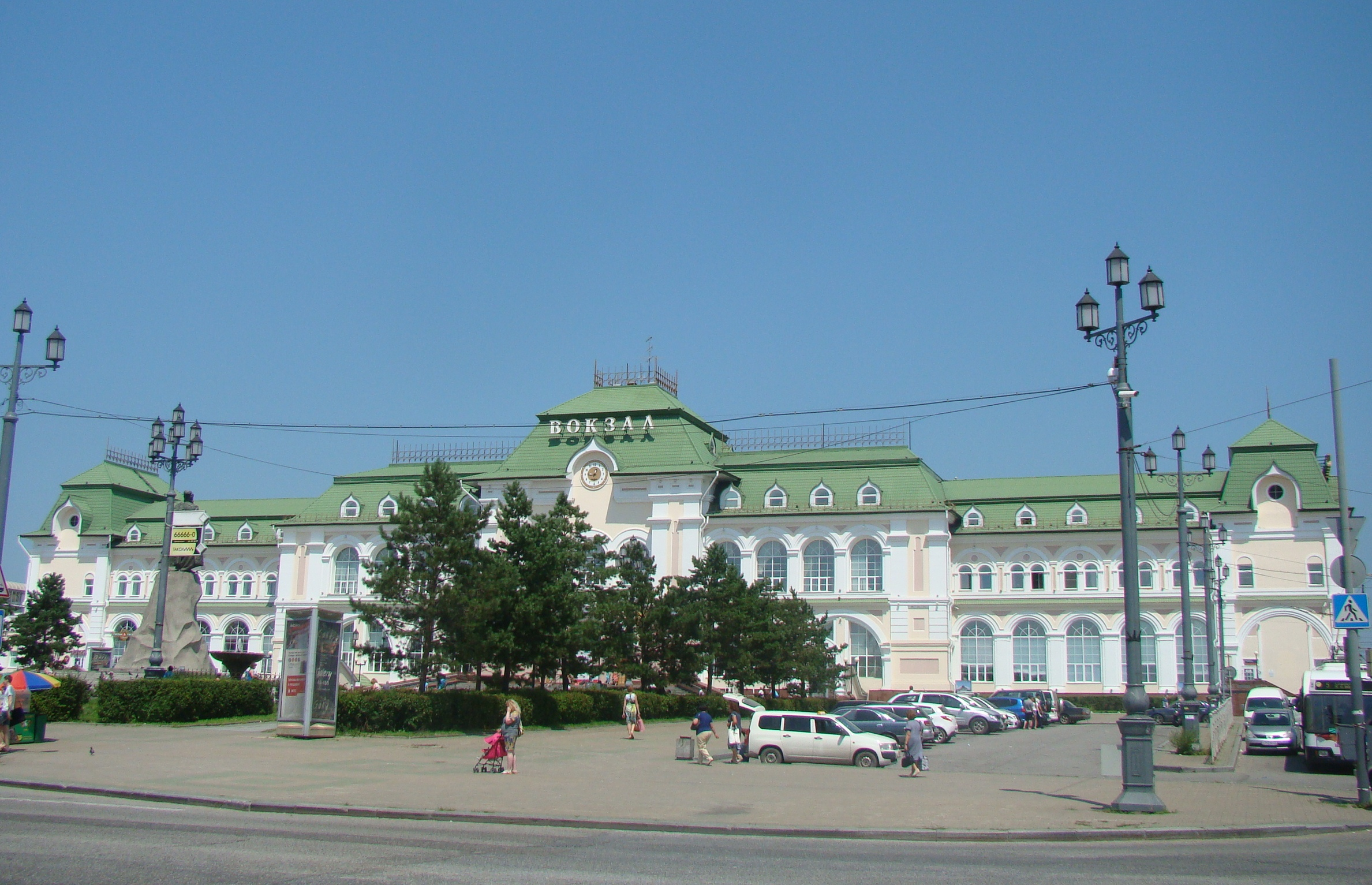
Stacja kolejowa Chabarowsk I
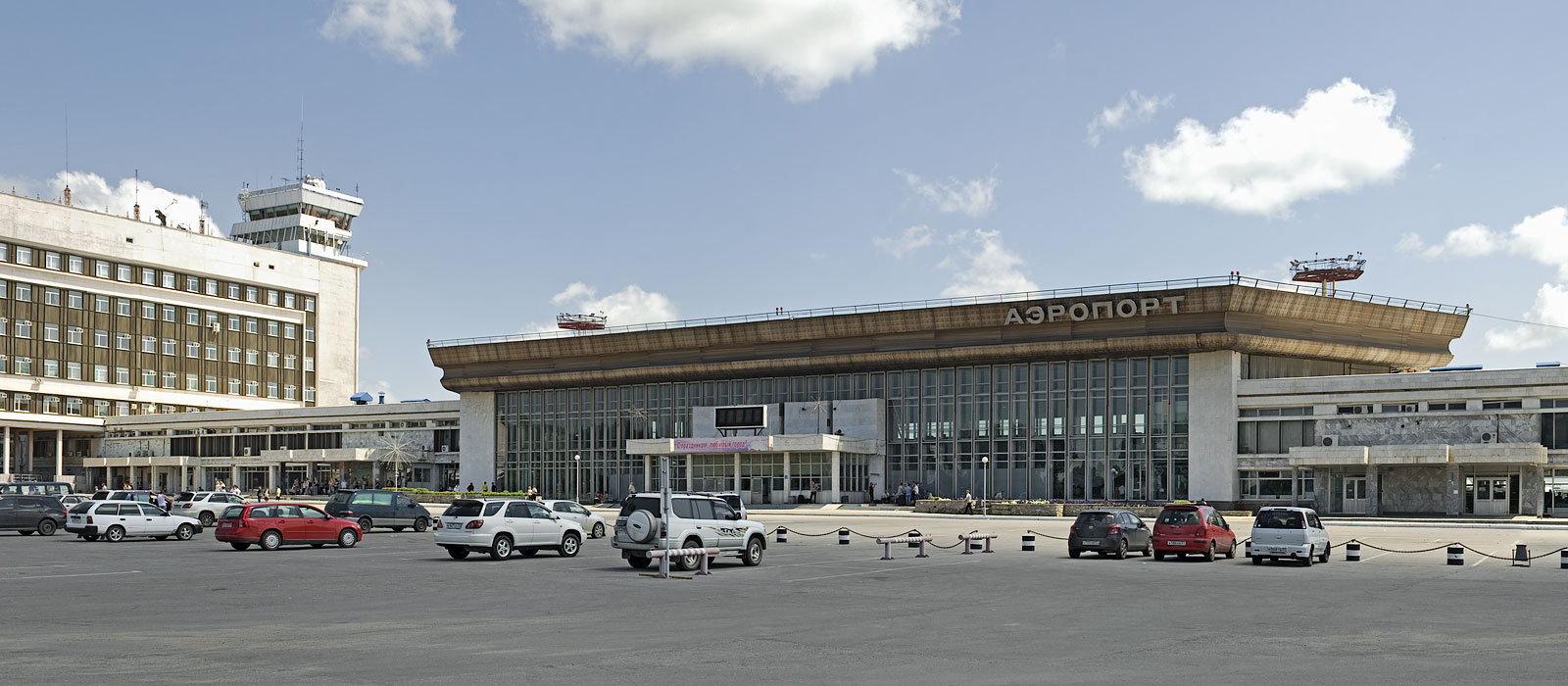
Lotnisko
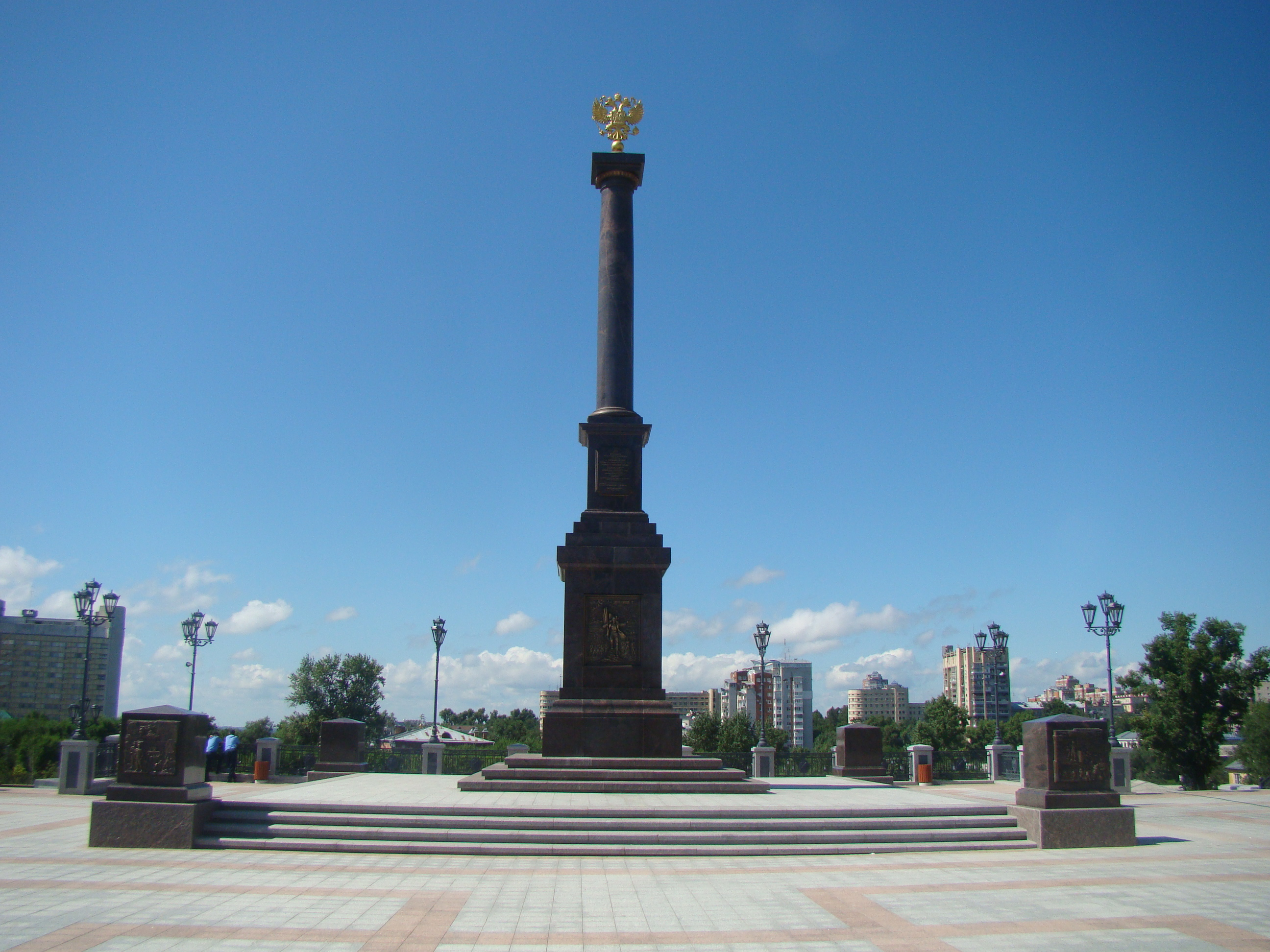
Pomnik Chabarowsk – miasto wojskowej chwały
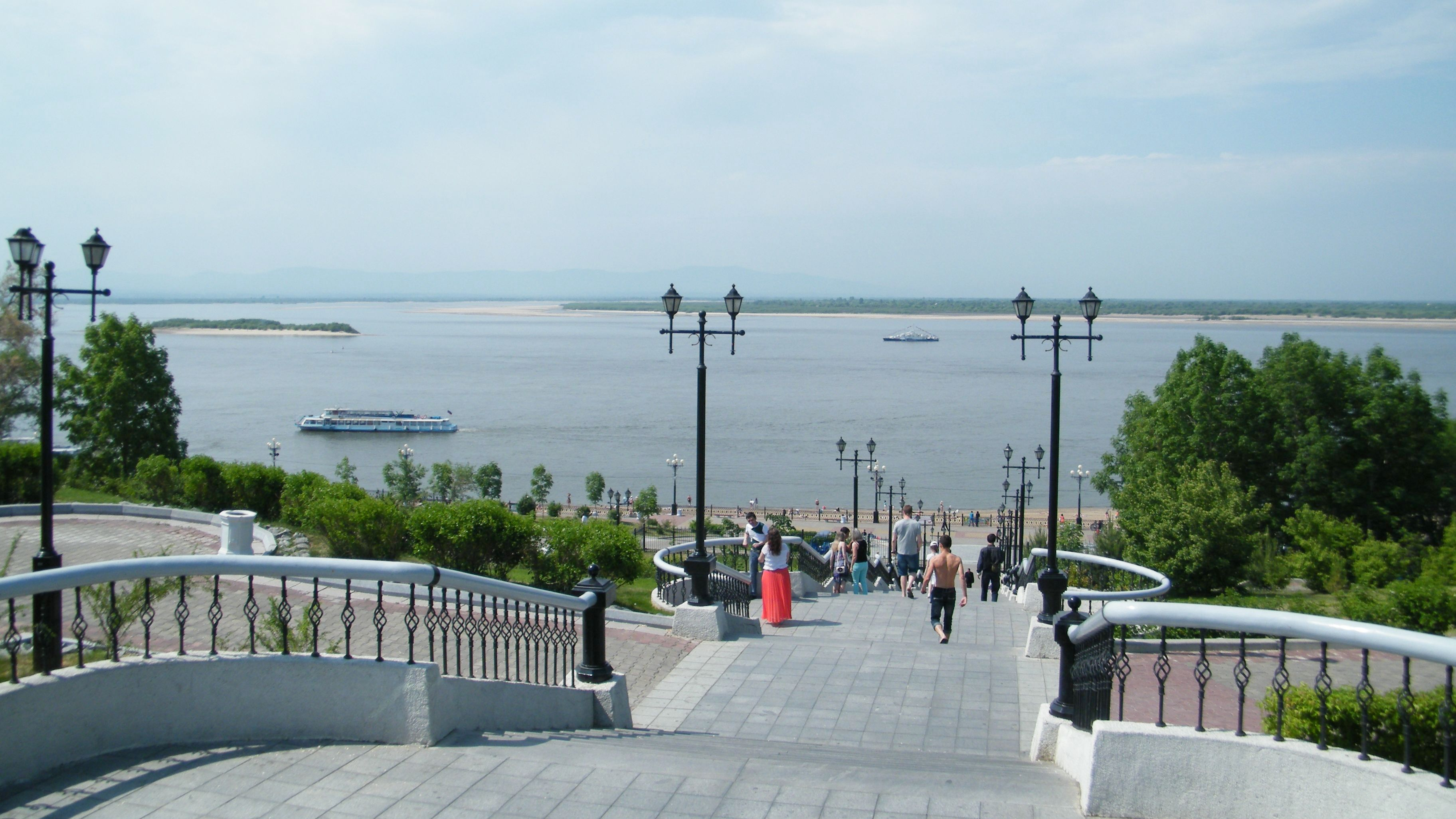
Widok na Amur
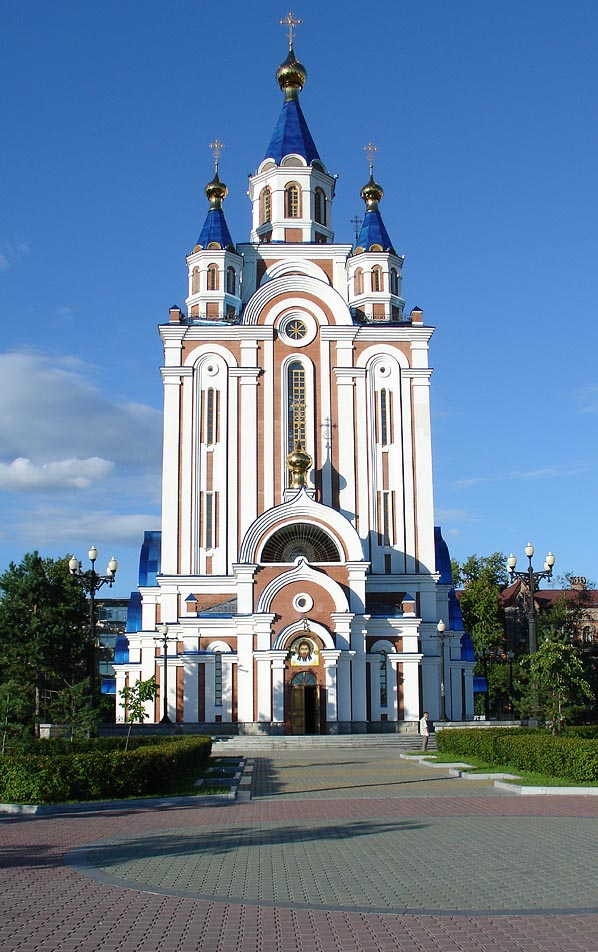
Sobór Zaśnięcia Najświętszej Maryi Panny